# Margareta de Provence
Margareta de Provence (1221 – 21 decembrie 1295) a fost regină consort a Franței ca soție a regelui Ludovic al IX-lea al Franței. A fost fiica cea mare a lui Ramon Berenguer IV, Conte de Provence și a soției acestuia, Beatrice de Savoia.

## Biografie
Surorile mai mici ale Margaretei erau regina Eleanor a Angliei,  regina Sanchia a Germaniei și regina Beatrice a Siciliei. Ea a fost în special apropiată de Eleanor, de care se apropia ca vârstă și cu care a menținut o relație de prietenie până au devenit adulte. Căsătoriile regilor Franței și Angliei cu surorile din Provence au îmbunătățit relația dintre cele două țări, care a dus la semnarea Tratatului de la Paris.
La 27 mai 1234 la vârsta de 13 ani, Margareta a devenit regină consort a Franței ca soție a regelui Ludovic al IX-lea, cu care a avut 11 copii. A fost încoronată a doua zi după nuntă.